# Chiese scomparse di Milano

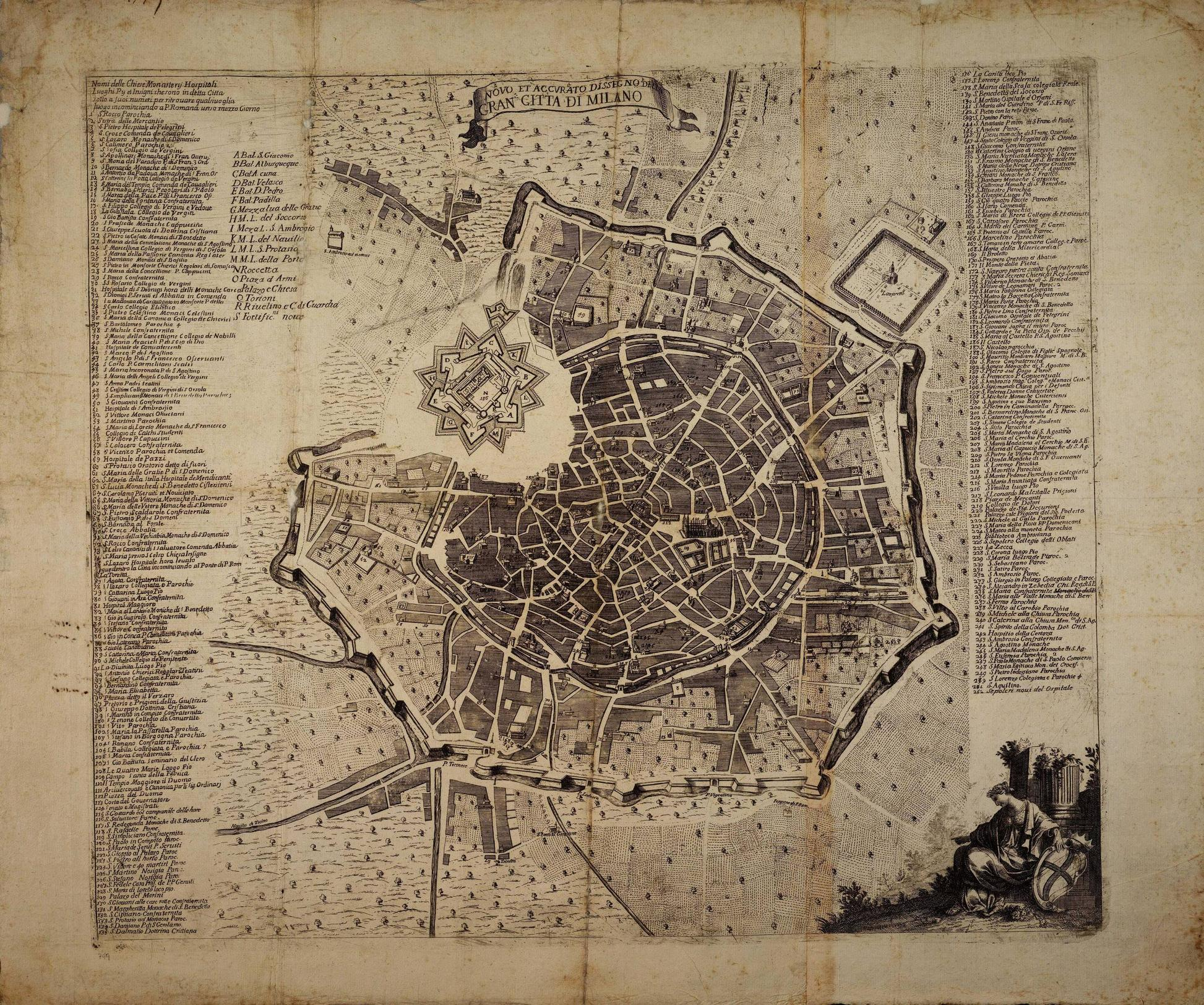
Mappa di Milano del XVIII secolo con indicati i principali luoghi pii e chiese dell'epoca

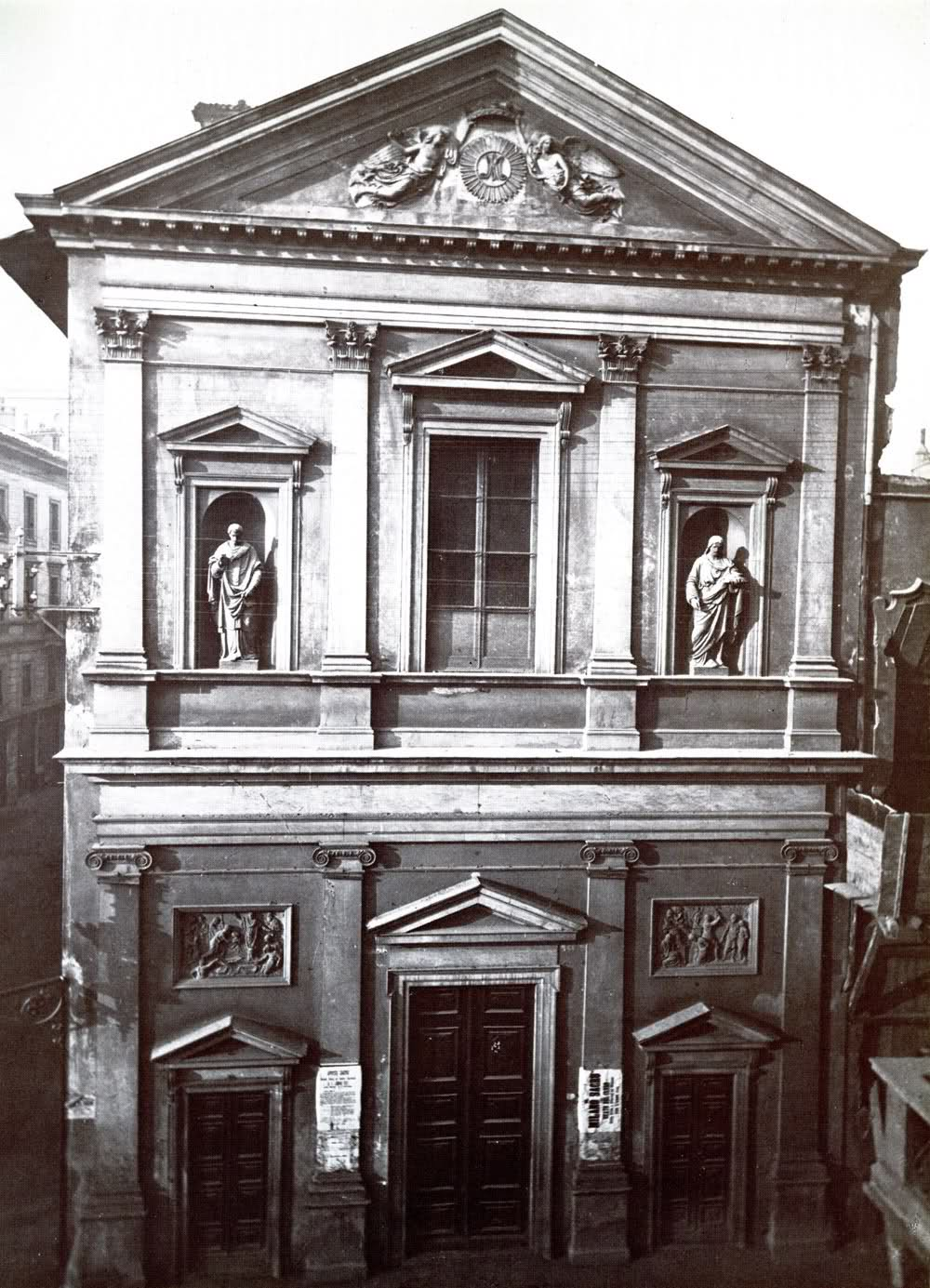
San Nazaro in Pietrasanta

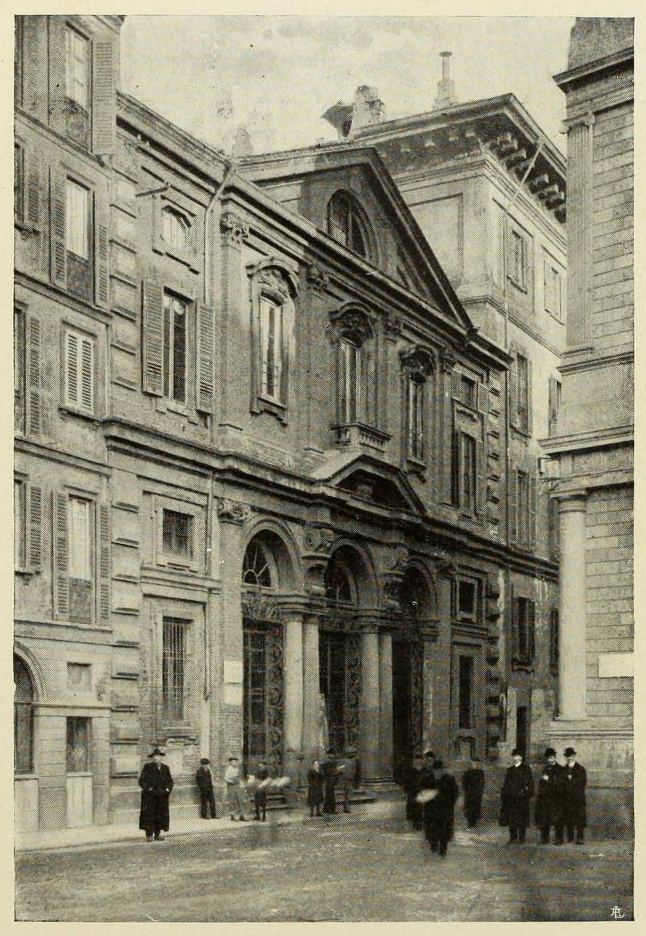
San Giovanni alle Case Rotte

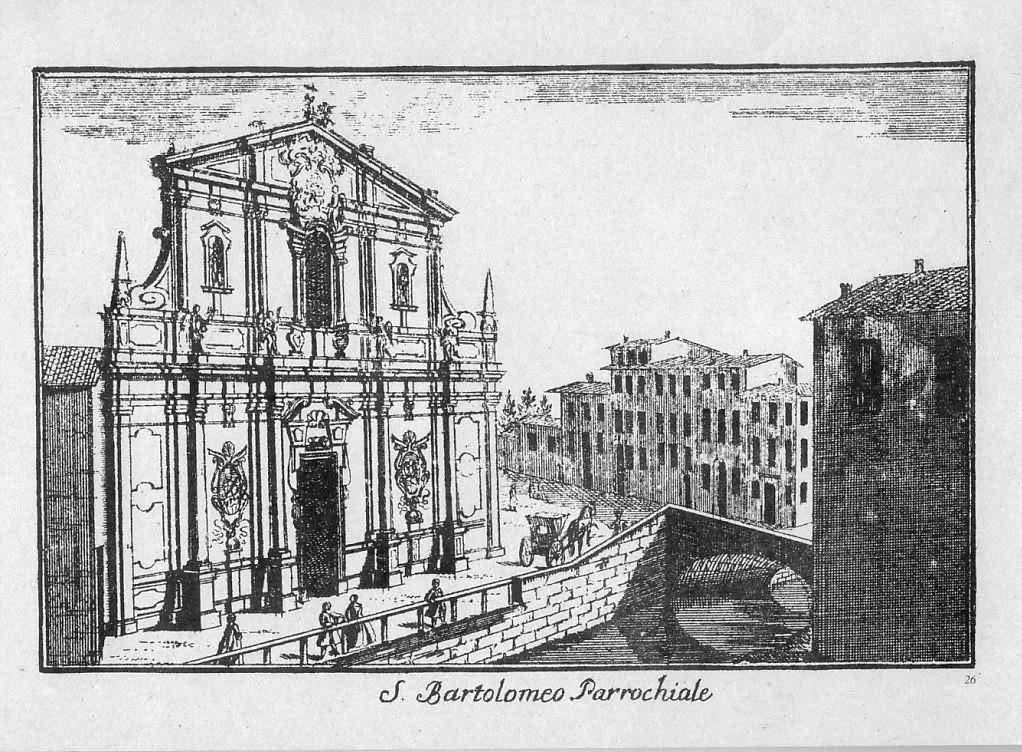
Vecchia chiesa di San Bartolomeo

Santa Maria in Aracoeli

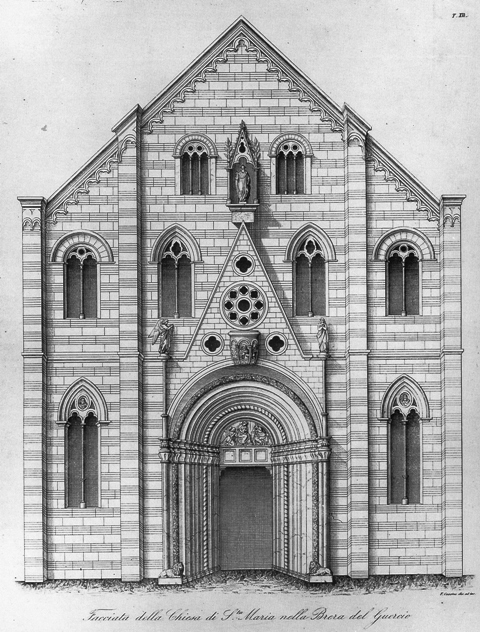
Santa Maria in Brera

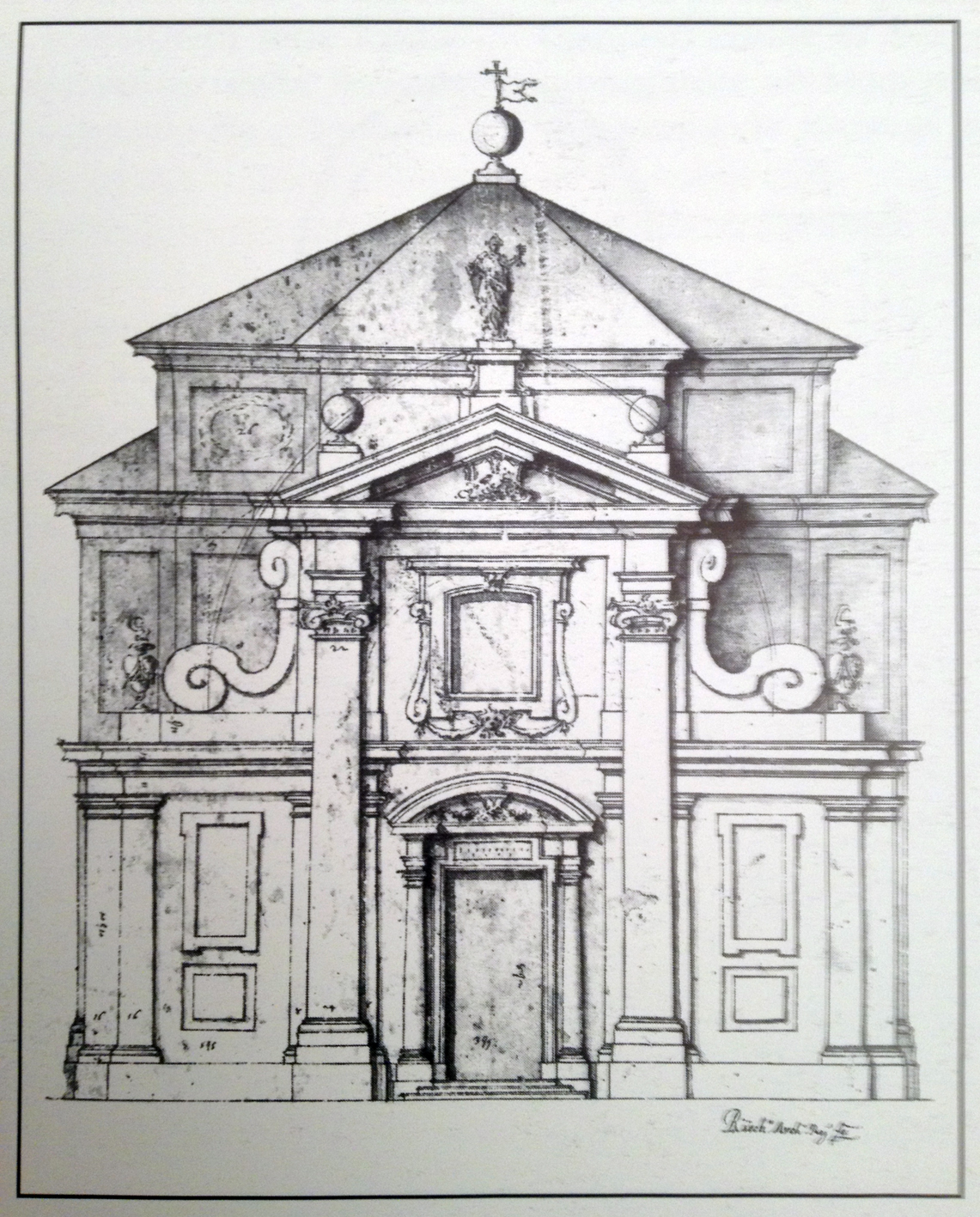
San Pietro in Cornaredo

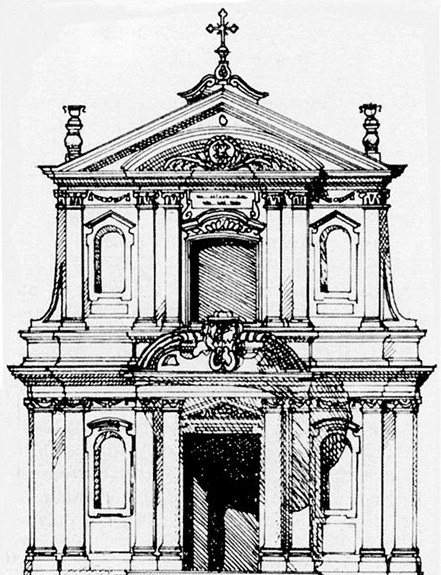
San Donnino alla Mazza

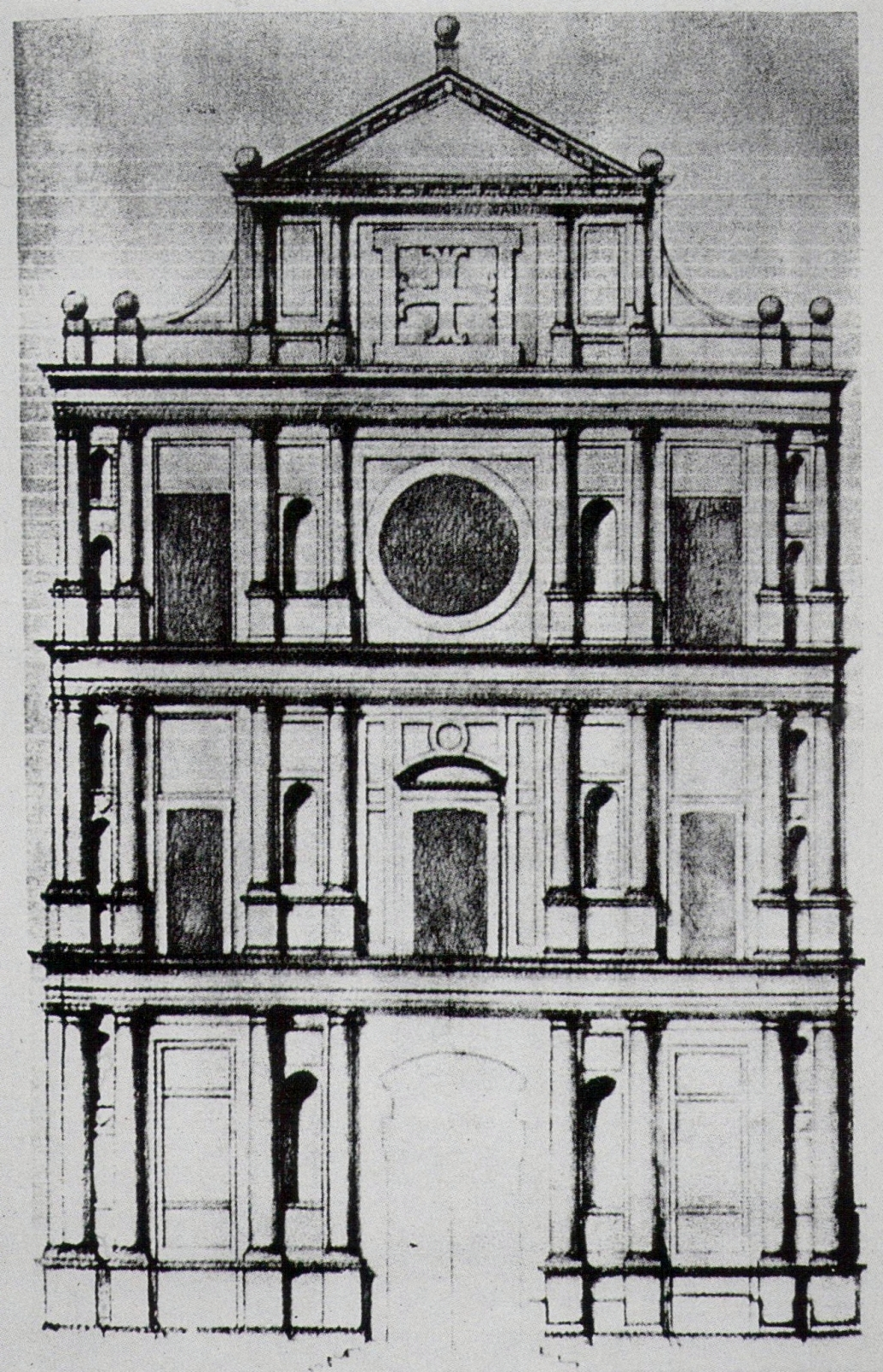
Chiesa di Santa Caterina alla Chiusa

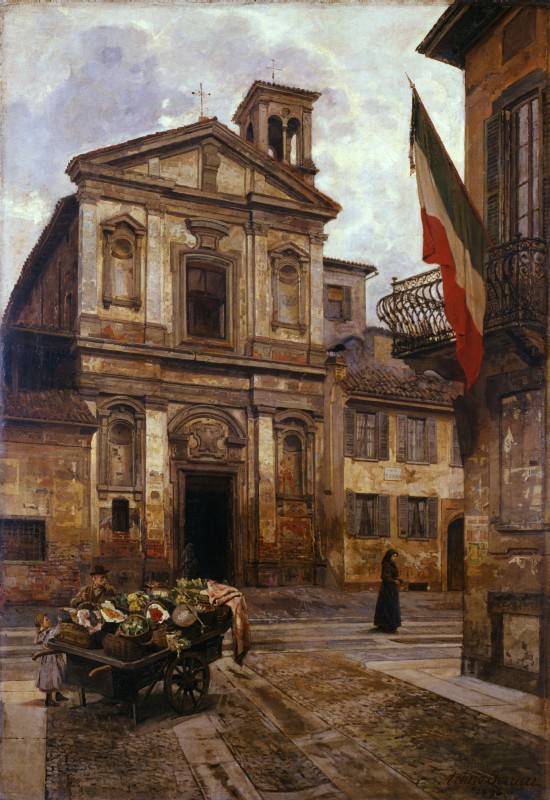
Dipinto di Santo Stefano in Borgogna

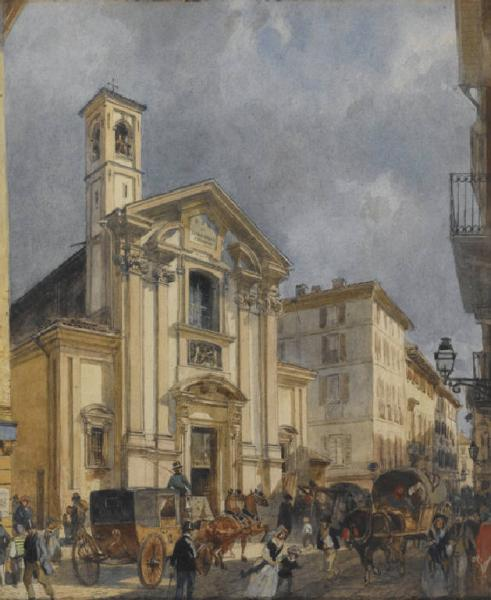
San Giovanni in Laterano

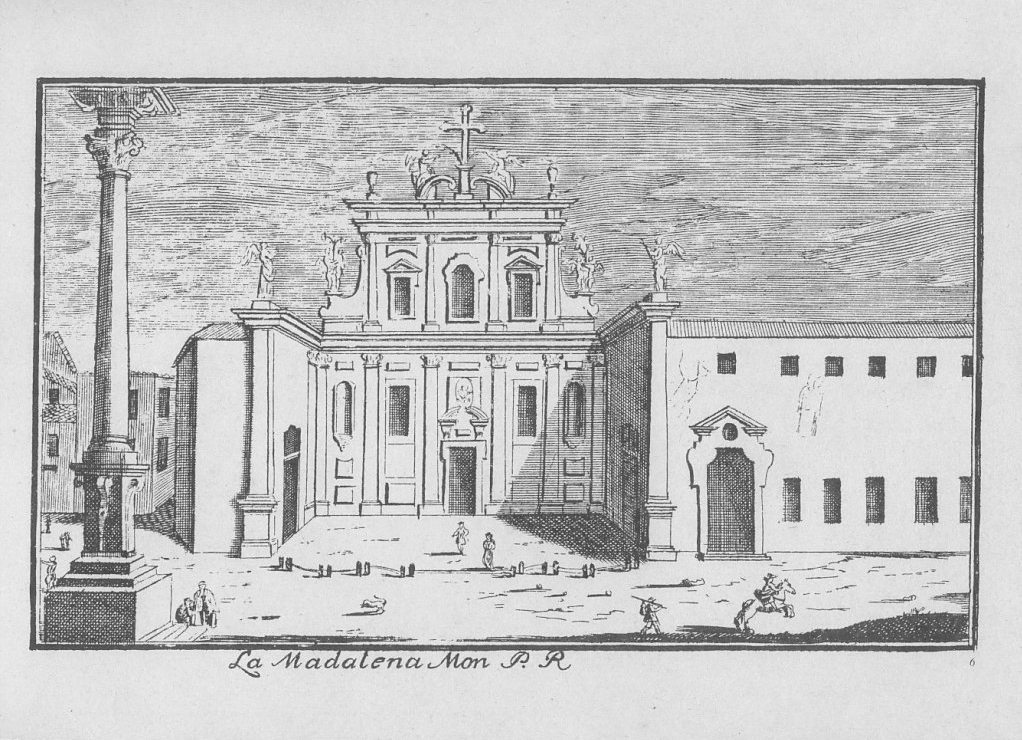
Monastero e chiesa della Maddalena

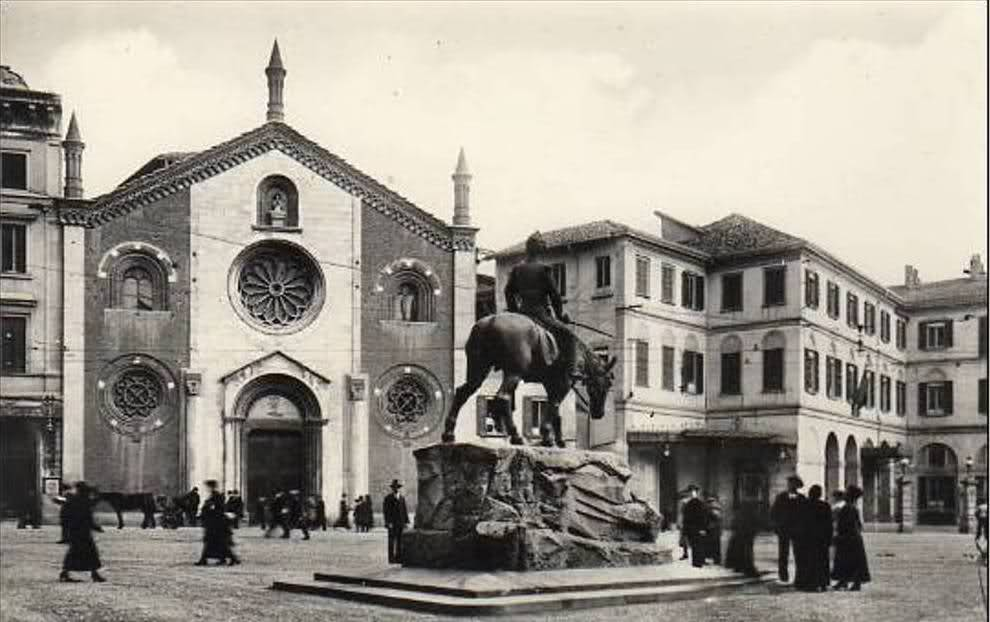
Basilica di San Giovanni in Conca

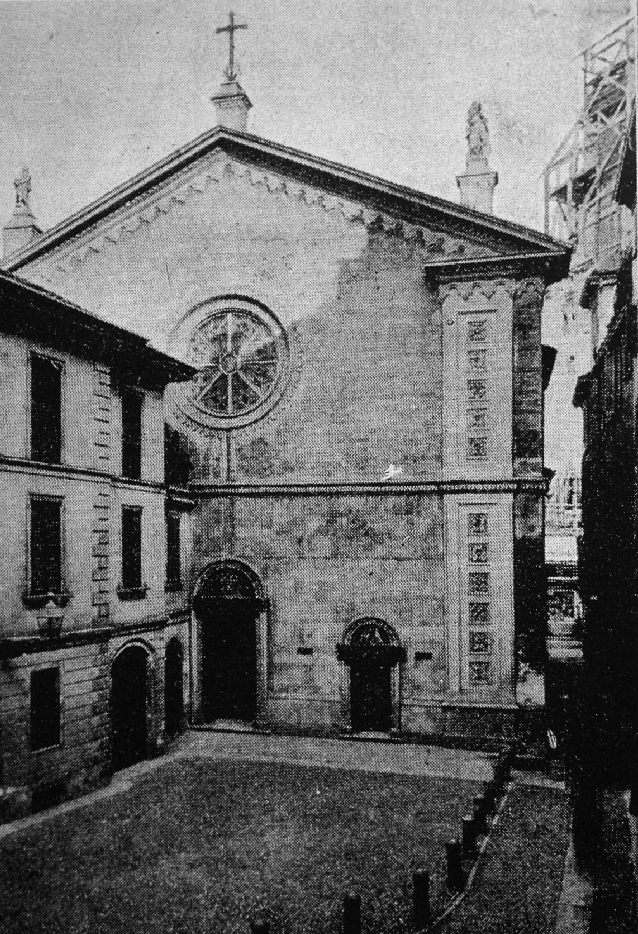
La scomparsa chiesa di Santa Maria Beltrade

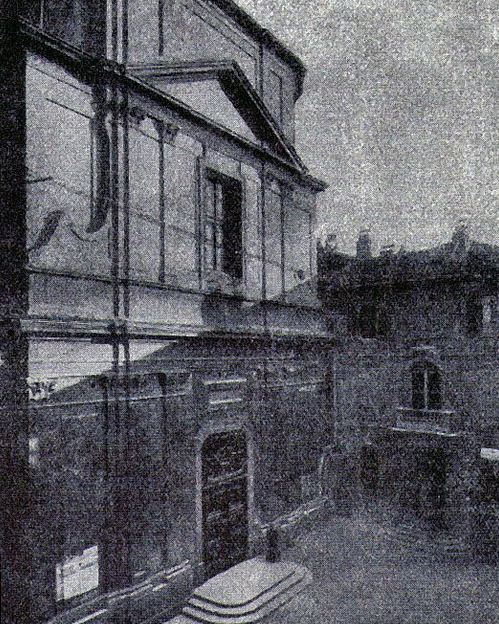
Santa Maria Segreta

Per chiese scomparse di Milano si intendono tutte le chiese della città il cui edificio sia stato totalmente, parzialmente demolito o comunque alterato in modo da non rendere utilizzabile e riconoscibile la costruzione.

## Generalità
La lista comprende tutte le chiese il cui edificio principale sia stato completamente o parzialmente demolito. Sono incluse chiese di cui restano rovine o cripte, come la basilica di San Giovanni in Conca, e le chiese demolite per essere ricostruite altrove sotto nuove forme, come la chiesa di Santa Maria Segreta, mentre non compaiono chiese demolite per essere ricostruite nel medesimo spazio, come accadde in numerosi casi sotto il vescovato di Federico Borromeo, ad esempio la chiesa di Santa Maria Podone. Il numero totale di chiese demolite si aggira a poco meno di duecento: una grande fetta delle demolizioni furono dovute alle soppressioni Giuseppine e Napoleoniche a cavallo tra il diciottesimo e il diciannovesimo secolo. Numerose sono anche le chiese demolite tra l'unità d'Italia e il secondo dopoguerra per necessità urbanistiche e motivi di viabilità, come nel caso della chiesa di San Bartolomeo vecchia. Non mancano infine edifici demoliti al di fuori dei due periodi appena citati, come la Basilica di Santa Tecla demolita per fare spazio al Duomo di Milano, o come la Chiesa di San Bernardo crollata a causa di un cedimento strutturale nel 1971.
Segue la lista non esaustiva delle chiese demolite nella storia della città.

## Elenco chiese demolite

### IV secolo
- Cattedrale di Santa Maria Maggiore (Basilica vetus)
- Basilica di Santa Tecla (Basilica maior)
- Battistero di San Giovanni alle Fonti
- Chiesa di San Giovanni in Laterano

### V secolo
- Basilica di San Dionigi (Basilica prophetarum)
- Basilica di San Giovanni in Conca (Basilica evangeliorum)

### VI secolo
- Monastero di Santa Radegonda

### VIII secolo
- Chiesa di Santa Barbara
- Chiesa di San Martino in Nosiggia
- Chiesa di San Salvatore in Xenodochio
- Chiesa dei Santi Gervasio e Protasio ad Monachos
- Chiesa di Santo Stefano in Nosiggia
- Chiesa di Sant'Ulderico al Bocchetto
- Chiesa di Santa Maria d'Aurona

### IX secolo
- Chiesa dei Santi Cosma e Damiano alla Scala
- Chiesa di San Lorenzo in Torrigia
- Chiesa di Santa Maria Beltrade
- Chiesa di Santa Maria Fulcorina
- Chiesa di San Silvestro
- Chiesa di San Martino in Compito
- Chiesa di San Carpoforo

### X secolo
- Chiesa di Sant'Ambrogio in Solariolo
- Chiesa di San Giorgio al Pozzo bianco
- Chiesa di San Giovanni alle Quattro Facce
- Chiesa di Santa Margherita

### XI secolo
- Chiesa di San Bartolomeo
- Chiesa di San Giovanni in Guggirolo
- Chiesa di San Giovanni sul Muro
- Chiesa di Sant'Ilario
- Chiesa di San Marcellino
- Chiesa di San Nazaro in Pietrasanta
- Chiesa di San Protaso ad Monachos
- Chiesa di San Protaso alle Tenaglie
- Chiesa di San Vincenzino
- Chiesa di San Vittore e Quaranta martiri
- Chiesa di San Vittore in Porta Romana
- Chiesa di San Paolo in Compito
- Oratorio del Corpus Domini
- Oratorio di Santa Pelagia
- Oratorio dei Santi Pietro e Lino
- Oratorio di San Dalmazio
- Monastero di Santa Maria Assunta del Lentasio

### XII secolo
- Chiesa di San Donnino alla Mazza
- Chiesa di Sant'Eusebio
- Chiesa di San Michele alla Chiusa
- Chiesa di San Pietro alla Vigna
- Chiesa di San Prospero
- Chiesa di San Protaso al Castello
- Monastero di Santa Radegonda
- Oratorio di San Cipriano
- Chiesa di Santa Maria dei Crociferi
- Chiesa di Santa Maria Valle
- Chiesa di Santa Maria del Tempio
- Chiesa di San Giovanni Battista alla Commenda
- Chiesa di Santa Croce alla Commenda
- Chiesa di Santa Maria della Passarella
- Chiesa di San Rocco

### XIII secolo
- Chiesa di Sant'Anna
- Chiesa di Sant'Apollinare
- Chiesa di Santa Cristina
- Chiesa di San Francesco Grande
- Chiesa di Santa Maria in Brera
- Chiesa di San Vittore all'Olmo
- Chiesa di Santa Maria dei Servi
- Chiesa di San Pietro in Cornaredo
- Convento di Santa Maria delle Veteri
- Chiesa di San Pietro in Monforte
- Chiesa di Santa Maria Maddalena al Circo
- Convento di Santa Maria della Vettabbia
- Monastero di Santa Maria della Purificazione
- Oratorio di San Giovanni Battista al Gonfalone

### XIV secolo
- Chiesa dei Santi Cosma e Damiano in Monforte
- Chiesa di San Giovanni Decollato alle Case Rotte
- Chiesa di San Giovanni in Era
- Chiesa di San Michele al Gallo
- Chiesa di San Pietro all'Orto
- Chiesa di San Vittore al Teatro
- Chiesa di Santa Maria della Stella
- Chiesa dei Santi Bernardo e Biagio
- Chiesa di Santo Stefano in Borgogna
- Oratorio di San Giovanni Battista

### XV secolo
- Chiesa di Santa Caterina alla Chiusa
- Chiesa di Santa Chiara
- Chiesa di Santa Maria Maddalena
- Chiesa di Santa Maria del Giardino
- Chiesa di Santa Maria della Rosa
- Chiesa di Santa Marta
- Chiesa di San Rocco
- Chiesa di San Vito al Carrobbio
- Chiesa di San Pietro al Dosso
- Chiesa di San Maurilio
- Chiesa di Sant'Andrea alla Pusterla Nuova
- Chiesa dei Santi Cosma e Damiano al Carrobbio
- Chiesa di San Martino in Porta Nuova
- Chiesa di San Michele al Muro Rotto
- Chiesa di Santa Valeria
- Monastero di Santa Maria in Vedano
- Oratorio della Colombetta
- Chiesa di San Vittore a Porta Romana
- Chiesa di San Pietro in Caminadella
- Chiesa di San Vittore al Pozzo
- Chiesa di San Pietro in Campo Lodigiano
- Chiesa di Sant'Orsola
- Chiesa di San Pietro sul Dosso
- Chiesa di Sant'Andrea al Muro Rotto
- Oratorio di San Rocco in Monforte
- Oratorio di Santa Maria della Fontana

### XVI secolo
- Chiesa di San Bernardo
- Chiesa di San Calocero
- Chiesa del Gesù
- Chiesa di San Giovanni dei Genovesi
- Chiesa di San Giovanni Evangelista
- Chiesa di Santa Maria dei Sette Dolori
- Chiesa dei Santi Simone e Giuda
- Chiesa di San Lorenzo in Città
- Chiesa di Santa Prassede
- Chiesa di San Cosma e Damiano
- Chiesa di Sant'Agostino di Cambiago
- Chiesa di San Lazzaro nel Quadrone
- Chiesa di San Vittorello
- Chiesa di San Mattia alla Moneta
- Chiesa della Santissima Immacolata Concezione (dei Cappuccini)
- Chiesa di Santa Caterina alla Ruota
- Chiesa di Santa Marcellina (delle Orsoline)
- Chiesa di Santa Maria della Natività (Collegio della Guastalla)

### XVII secolo
- Chiesa di Sant'Agnese
- Chiesa di San Carlo
- Cappelletta della Santa Croce (presso San Salvatore in Xenodochio)
- Chiesa di Sant'Eufemia
- Chiesa di Santa Maria in Aracoeli
- Chiesa di Santa Maria del Rosario (presso il Collegio Elvetico)
- Chiesa di San Romano
- Chiesa di Santa Maria di Caravaggio (Padri Trinitari Scalzi)
- Convento di San Filippo Neri
- Oratorio di San Giacomo delle Vergini Spagnole
- Oratorio di San Michele
- Oratorio di Santa Febronia
- Oratorio di San Giuseppe (presso Porta Tosa)

### XVIII secolo
- Chiesa di Sant'Agostino
- Chiesa dell'Immacolata

### XIX secolo
- Chiesa di San Michele subtus domum

## Elenco chiese sconsacrate

### IX secolo
- Chiesa di San Carpoforo

### XI secolo
- Chiesa di San Vitale
- Chiesa di San Matteo alla Bacchetta

### XIV secolo
- Chiesa di San Pietro dei Pellegrini

### XVI secolo
- Chiesa di San Paolo Converso

### XVII secolo
- Chiesa di San Carlo al Collegio Elvetico
- Rotonda della Besana (Chiesa di San Michele ai Nuovi Sepolcri)
- Chiesa di San Sisto